# 虎狼狸

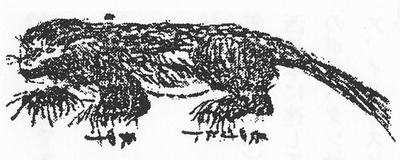
『藤岡屋日記』のコレラ獣

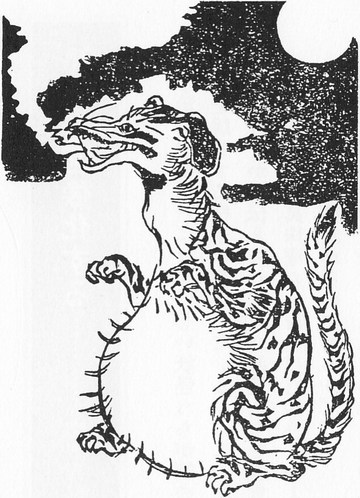
錦絵新聞『かなよみ』の虎狼狸獣

虎狼狸（ころうり）とは、江戸時代の絵巻などに登場する日本の妖怪である。
その名の通り、虎、狼、狸が合体したような姿をしている。当時江戸ではコレラが流行っており、病気の根源といわれ恐れられたのがこの妖怪である。名前は3つの動物の読み方と、コレラがなまったためによる。ただし、コレラからの純粋な転訛ではないとする説もある。

## 誕生と経緯
当時のコレラの惨状を綴った『安政箇労痢流行記概略』によれば、幕末の黒船来航に伴って日本にコレラが伝染し、江戸だけでも数十万人が感染したとあるが、病気の原因が不明であったことから、当時の庶民は妖怪変化の仕業として「虎狼狸」の字を当て、あらぬ説を流言したという。
また、幕末の社会資料として知られる『藤岡屋日記』によれば、文久2年（1862年）に江戸での3度目のコレラの大流行があった際、武州多摩郡三ツ木である人物がコレラから快方に向かった後、イタチのような獣が目撃され、薪で叩き殺して火で炙って食べたとある。同村でコレラに感染した別の人物の家でも、やはり同様の獣が家から出て行く様子が目撃されたといい、多摩の中藤村や谷保村では、コレラによる病死者の遺体から同様の獣が飛び出したという。当時まだ原因不明だったコレラが虎狼狸やオサキの仕業といわれていたことから、『藤岡屋日記』の著者・須藤由蔵はこの獣をアメリカのオサキと述べている。
明治時代には、錦絵新聞『かなよみ』の明治10年（1877年）9月21日の記事で、「虎狼狸獣（ころりじゅう）」と称して虎の模様を持つ狸のような獣が描かれており、実在しない獣だと断った上で、この獣を見た読者がコレラを恐ろしい病気だと認識するよう述べられている。これはいわば、病気による恐怖そのものを図像化したものといえる。